# Duikers (vogels)
Duikers (Gaviidae), ook wel zeeduikers genoemd, vormen een familie watervogels van het open water van het hoge noorden. De benaming (zee)duikers wordt ook wel gebruikt voor de orde Gaviiformes, die slechts één geslacht telt, Gavia, met vijf soorten.

## Kenmerken
's Winters zijn alle zeeduikers van boven grijsbruin en wit van onderen. Ze zijn dan alleen te onderscheiden aan hun grootte, de vorm van de snavel en de kleur van de rug.

## Leefwijze
Zij hebben een wat langer lichaam dan de futen en vliegen wat meer. Zij houden daarbij hun kop wat lager dan het lijf. Zij zijn op en vooral in het water in hun element. Zij zijn behendige duikers. Hun poten zitten ver naar achteren en dat is bij het duiken handig maar op het land zijn zij bijzonder onbeholpen, en ze komen daar dan ook alleen om te broeden. Ze jagen op vissen en schaaldieren. Ze duiken plotseling op de prooi of laten zich langzaam wegzinken.

### Broeden
Duikers zoeken enkel voor het broeden de kusten op. Zij nestelen meest op kleine eilandjes of op de oever van de meren die zij bewonen.

## Verspreiding en leefgebied
De duikers hebben hun leef- en voedselterritorium in de Noordelijke IJszee. In de winter kunnen ze voorkomen aan de kusten en op grote meren. Duikers zijn in de Lage Landen vooral doortrekkers en soms ook wintergasten.

## Taxonomie
- Familie Gaviidae
  - Geslacht Gavia
    - Gavia adamsii (Geelsnavelduiker)
    - Gavia arctica (Parelduiker)
    - Gavia immer (IJsduiker)
    - Gavia pacifica (Pacifische parelduiker)
    - Gavia stellata (Roodkeelduiker)

## DNA-resultaten
Het DNA-onderzoek van Hackett et al. (2008) werpt interessant licht op de positie van deze groep binnen de Neoaves. Zij passen binnen een veel grotere groep (clade) die met grote waarschijnlijkheid blijkt uit dit genetisch/taxonomisch onderzoek. Deze groep wordt aangeduid als de "watervogels". Zij zijn waarschijnlijk verwant aan de pinguïns en de albatrossen en stormvogels en pijlstormvogels.

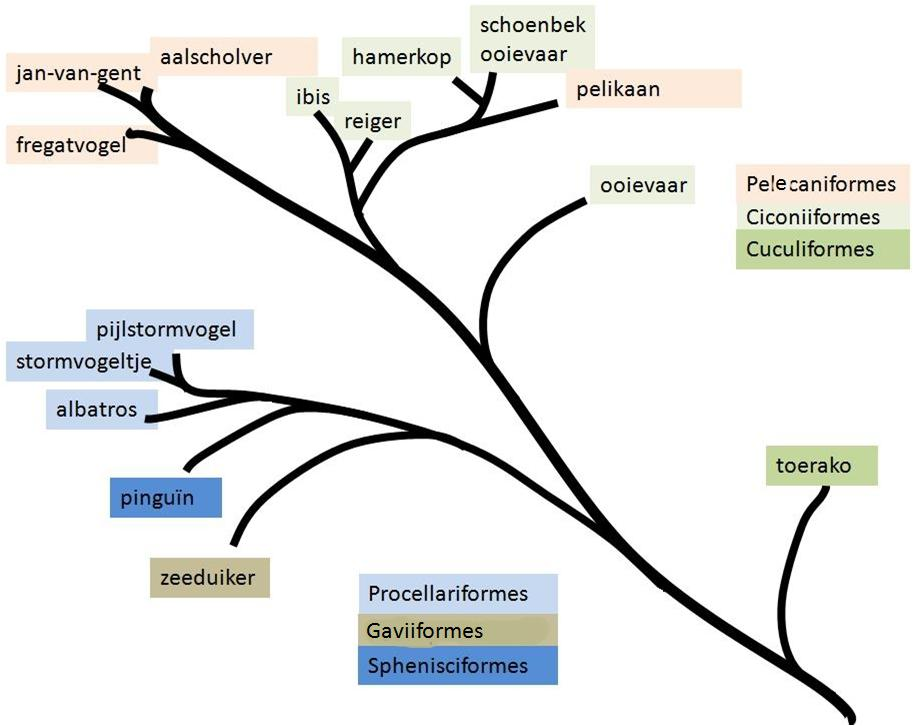
De 'watervogels' volgens Hackett et al. (2008)

Accipitriformes (roofvogels en gieren, exclusief valken) · Aegotheliformes (dwergnachtzwaluwen) · Anseriformes (eendachtigen) · Apodiformes (gierzwaluwen en kolibries) · Apterygiformes (kiwi's) · Bucerotiformes (neushoornvogels) · Caprimulgiformes (nachtzwaluwen) · Cariamiformes (seriema's) · Casuariiformes (kasuarissen en emoe) · Charadriiformes (steltloperachtigen) · Ciconiiformes (ooievaarachtigen) · Coliiformes (muisvogels) · Columbiformes (duiven) · Coraciiformes (scharrelaars) · Cuculiformes (koekoekachtigen) · Eurypygiformes (kagoe en zonneral) · Falconiformes (valken en caracara’s) · Galliformes (hoenderachtigen) · Gaviiformes (duikers) · Gruiformes (kraanvogelachtigen) · Leptosomiformes (koerol) · Mesitornithiformes (steltrallen) · Musophagiformes (toerako's) · Nyctibiiformes (reuzennachtzwaluwen) · Opisthocomiformes (hoatzin) · Otidiformes (trappen) · Passeriformes (zangvogels) · Pelecaniformes (pelikanen, reigerachtigen, ibissen en lepelaars) · Phaethontiformes (keerkringvogels) · Phoenicopteriformes (flamingo's) · Piciformes (spechtachtigen) · Podargiformes (kikkerbekken) · Podicipediformes (futen) · Procellariiformes (buissnaveligen) · Psittaciformes (papegaaiachtigen) · Pterocliformes (zandhoenders) · Rheiformes (nandoes) · Sphenisciformes (pinguïns) · Steatornithiformes (vetvogel) · Strigiformes (uilen) · Struthioniformes (loopvogels o.a. struisvogel) · Suliformes (slangenhalsvogels, fregatvogels, aalscholvers en janvangenten) · Tinamiformes (stuithoenders) · Trogoniformes (trogons)

 Portaal Vogels · Indeling van de vogels